# Rybníček, Havlíčkův Brod
Rybníček là một làng thuộc huyện Havlíčkův Brod, vùng Vysočina, Cộng hòa Séc.